# Bergsjön (Nordmalings socken, Ångermanland, 707862-166565)
Bergsjön är en sjö i Nordmalings kommun i Ångermanland och ingår i Leduåns huvudavrinningsområde. Sjön har en area på 0,56 kvadratkilometer och ligger 173,1 meter över havet. Sjön avvattnas av vattendraget Leduån.

## Delavrinningsområde
Bergsjön ingår i det delavrinningsområde (707611-166591) som SMHI kallar för Utloppet av Bergsjön. Medelhöjden är 225 meter över havet och ytan är 9,17 kvadratkilometer. Räknas de 13 avrinningsområdena uppströms in blir den ackumulerade arean 80,93 kvadratkilometer. Avrinningsområdets utflöde Leduån mynnar i havet. Avrinningsområdet består mestadels av skog (81 procent). Avrinningsområdet har 0,71 kvadratkilometer vattenytor vilket ger det en sjöprocent på 7,7 procent.